# Dichocrocis xanthoplagalis
Dichocrocis xanthoplagalis là một loài bướm đêm trong họ Crambidae.